# Campionati mondiali di volo con gli sci
I Campionati mondiali di volo con gli sci sono una competizione sportiva organizzata dalla Federazione internazionale sci e snowboard (FIS) in cui si assegnano i titoli mondiali del volo con gli sci. I primi Mondiali si tennero nel 1972 e dal 1973 vennero disputati a cadenza biennale negli anni dispari; da Tauplitz 1986 sono stati spostati agli anni pari, per evitare la concomitanza con i Mondiali di sci nordico.
Fino a Harrachov 2002 fu prevista una sola gara, individuale; da Planica 2004 è stata aggiunta una gara a squadre.
La sede di gara varia a ogni edizione, alternando i quattro trampolini per il volo con gli sci (HS185 o superiore, punto K 170 o superiore) in funzione nel mondo, tutti in Europa. Vengono premiati i primi tre classificati di ogni singola gara, sia individuale sia a squadre (in tal caso ricevono il premio tutti i membri della squadra), e il trofeo consiste in tre medaglie: d'oro per il primo, d'argento per il secondo e di bronzo per il terzo. Sebbene non siano previsti premi per nazione, i partecipanti gareggiano a titolo di rappresentanti delle federazioni sportive nazionali, che li selezionano, e ne indossano i colori; generalmente a ogni federazione nazionale corrisponde uno Stato sovrano.

## Trampolini
| Località   | Nazione   | Trampolino            |
| ---------- | --------- | --------------------- |
| Harrachov  | Rep. Ceca | Čerťák HS205          |
| Oberstdorf | Germania  | Heini Klopfer HS235   |
| Planica    | Slovenia  | Letalnica HS240       |
| Tauplitz   | Austria   | Kulm HS235            |
| Vikersund  | Norvegia  | Vikersundbakken HS240 |

## Regolamento
Ogni nazione può iscrivere fino a quattro saltatori, più l'eventuale campione del mondo in carica che è qualificato di diritto. La competizione si svolge su due giorni, con due salti al giorno. La classifica finale è stilata in base al punteggio complessivo ottenuto nei quattro salti.
A partire dall'edizione del 2004 è stata aggiunta una gara a squadre per nazioni. La competizione si svolge in una sola giornata, con due turni di salto per ognuno dei quattro saltatori che compongono la squadra. La classifica finale è stilata in base al punteggio complessivo ottenuto negli otto salti.

## Edizioni
| Edizione | Anno | Località   | Nazione        | Note                              |
| -------- | ---- | ---------- | -------------- | --------------------------------- |
| I        | 1972 | Planica    | Jugoslavia     |                                   |
| II       | 1973 | Oberstdorf | Germania Ovest |                                   |
| III      | 1975 | Tauplitz   | Austria        |                                   |
| IV       | 1977 | Vikersund  | Norvegia       |                                   |
| V        | 1979 | Planica    | Jugoslavia     |                                   |
| VI       | 1981 | Oberstdorf | Germania Ovest |                                   |
| VII      | 1983 | Harrachov  | Cecoslovacchia |                                   |
| VIII     | 1985 | Planica    | Jugoslavia     |                                   |
| IX       | 1986 | Tauplitz   | Austria        |                                   |
| X        | 1988 | Oberstdorf | Germania Ovest |                                   |
| XI       | 1990 | Vikersund  | Norvegia       |                                   |
| XII      | 1992 | Harrachov  | Cecoslovacchia |                                   |
| XIII     | 1994 | Planica    | Slovenia       |                                   |
| XIV      | 1996 | Tauplitz   | Austria        |                                   |
| XV       | 1998 | Oberstdorf | Germania       |                                   |
| XVI      | 2000 | Vikersund  | Norvegia       |                                   |
| XVII     | 2002 | Harrachov  | Rep. Ceca      |                                   |
| XVIII    | 2004 | Planica    | Slovenia       | Introduzione della gara a squadre |
| XIX      | 2006 | Tauplitz   | Austria        |                                   |
| XX       | 2008 | Oberstdorf | Germania       |                                   |
| XXI      | 2010 | Planica    | Slovenia       |                                   |
| XXII     | 2012 | Vikersund  | Norvegia       |                                   |
| XXIII    | 2014 | Harrachov  | Rep. Ceca      |                                   |
| XXIV     | 2016 | Tauplitz   | Austria        |                                   |
| XXV      | 2018 | Oberstdorf | Germania       |                                   |
| XXVI     | 2020 | Planica    | Slovenia       |                                   |
| XXVII    | 2022 | Vikersund  | Norvegia       |                                   |
| XXVIII   | 2024 | Tauplitz   | Austria        |                                   |
| XXIX     | 2026 | Oberstdorf | Germania       |                                   |

## Albo d'oro
| Edizione | Individuale           | Gare a squadre |
| -------- | --------------------- | -------------- |
| 1972     | Walter Steiner        | non disputata  |
| 1973     | Hans-Georg Aschenbach | non disputata  |
| 1975     | Karel Kodejška        | non disputata  |
| 1977     | Walter Steiner        | non disputata  |
| 1979     | Armin Kogler          | non disputata  |
| 1981     | Jari Puikkonen        | non disputata  |
| 1983     | Klaus Ostwald         | non disputata  |
| 1985     | Matti Nykänen         | non disputata  |
| 1986     | Andreas Felder        | non disputata  |
| 1988     | Ole Gunnar Fidjestøl  | non disputata  |
| 1990     | Dieter Thoma          | non disputata  |
| 1992     | Noriaki Kasai         | non disputata  |
| 1994     | Jaroslav Sakala       | non disputata  |
| 1996     | Andreas Goldberger    | non disputata  |
| 1998     | Kazuyoshi Funaki      | non disputata  |
| 2000     | Sven Hannawald        | non disputata  |
| 2002     | Sven Hannawald        | non disputata  |
| 2004     | Roar Ljøkelsøy        | Norvegia       |
| 2006     | Roar Ljøkelsøy        | Norvegia       |
| 2008     | Gregor Schlierenzauer | Austria        |
| 2010     | Simon Ammann          | Austria        |
| 2012     | Robert Kranjec        | Austria        |
| 2014     | Severin Freund        | non disputata  |
| 2016     | Peter Prevc           | Norvegia       |
| 2018     | Daniel-André Tande    | Norvegia       |
| 2020     | Karl Geiger           | Norvegia       |
| 2022     | Marius Lindvik        | Slovenia       |
| 2024     | Stefan Kraft          | Slovenia       |
| 2026     |                       |                |

## Medagliere per nazioni
| Posizione | Nazione        | Oro | Argento | Bronzo | Totale |
| --------- | -------------- | --- | ------- | ------ | ------ |
| 1         | Norvegia       | 10  | 6       | 4      | 20     |
| 2         | Austria        | 8   | 9       | 7      | 24     |
| 3         | Germania       | 4   | 7       | 5      | 16     |
| 4         | Slovenia       | 4   | 2       | 4      | 9      |
| 5         | Svizzera       | 3   | 1       | 0      | 4      |
| 6         | Finlandia      | 2   | 6       | 8      | 16     |
| 7         | Germania Est   | 2   | 4       | 2      | 8      |
| 8         | Giappone       | 2   | 0       | 0      | 2      |
| 9         | Cecoslovacchia | 1   | 1       | 3      | 5      |
| 10        | Germania Ovest | 1   | 0       | 0      | 1      |
|           | Rep. Ceca      | 1   | 0       | 0      | 1      |
| 12        | Polonia        | 0   | 1       | 3      | 4      |
| 13        | Jugoslavia     | 0   | 1       | 0      | 1      |
| 14        | Italia         | 0   | 0       | 2      | 2      |